# Condado de Madison (Misisipi)
El condado de Madison (en inglés: Madison County), fundado en 1828, es un condado del estado estadounidense de Misisipi. En el año 2000 tenía una población de 74.674 habitantes con una densidad poblacional de 40 personas por km². La sede del condado es Canton.

## Geografía
Según la Oficina del Censo, el condado tiene un área total de 1922 km² (742,1 mi²), de la cual 1857 km² (717 mi²) es tierra y 65 km² (25,1 mi²) es agua.

## Demografía
En el 2000 la renta per cápita promedia del condado era de $ 46,970, y el ingreso promedio para una familia era de $58,172. El ingreso per cápita para el condado era de $23,469. En 2000 los hombres tenían un ingreso per cápita de $41,460 frente a $29,170 para las mujeres. Alrededor del 14% de la población estaba bajo el umbral de pobreza nacional.

## Condados adyacentes
- Condado de Attala (norte)
- Condado de Leake (este)
- Condado de Scott (sureste)
- Condado de Rankin (sur)
- Condado de Hinds (suroeste)
- Condado de Yazoo (oeste)

## Localidades
Ciudades
- Canton
- Jackson (la mayoría en el condado de Hinds y una pequeña parte en el condado de Rankin)
- Madison
- Ridgeland

Pueblos
- Flora

Lugares designados por el censo
- Kearney Park
- Sharon

Áreas no incorporadas
- Camden
- Gluckstadt
- Farmhaven

## Principales carreteras
- Interestatal 55
- U.S. Highway 49
- U.S. Highway 51
- Carretera 16
- Carretera 17
- Carretera 22
- Carretera 43
- Natchez Trace Parkway